# Dactyloscirus humuli
Dactyloscirus humuli är en spindeldjursart som beskrevs av Liang 1987. Dactyloscirus humuli ingår i släktet Dactyloscirus och familjen Cunaxidae. Inga underarter finns listade i Catalogue of Life.